# Robert Herrick
Pour les articles homonymes, voir Herrick.
Robert Herrick (baptisé le 24 août 1591, mort en octobre 1674) est un poète anglais du XVIIe siècle. Une de ses oeuvres les plus connues, le recueil Hesperides, contient « To the Virgins, to Make Much of Time », poème dont la postérité a particulièrement retenu la première strophe. 

## Biographie
Né à Cheapside, à Londres, il est le septième enfant et le quatrième fils de Nicholas Herrick, un orfèvre prospère. Il est probable qu'il a fréquenté l'école de Westminster. En 1607, il devient l'apprenti de son oncle, Sir William Herrick, orfèvre et bijoutier du roi. Son apprentissage se termine au bout de six ans à peine et Herrick, âgé de vingt-deux ans, est admis au Saint John's College à Cambridge, d'où il sort diplômé en 1617.
Robert Herrick devient alors un membre des Sons of Ben, un groupe de poètes royalistes (les Cavalier Poets partisans de Charles Ier pendant la guerre civile) admirateurs des œuvres de Ben Jonson. Aux alentours de 1627, il entre dans les ordres. Nommé chapelain du duc de Buckingham, il accompagne celui-ci dans son expédition désastreuse à l'Île de Ré. Il devient vicaire de la paroisse de Dean Prior, dans le comté de Devon, en 1629, emploi qu'il occupera durant trente-et-un ans. C'est pendant sa vie de reclus dans la campagne du Devon qu'il écrit quelques-unes de ses meilleures œuvres.
Au début de la Première Révolution anglaise, il est renvoyé de son poste pour avoir refusé de prêter serment à la Solemn League and Covenant, un mouvement presbytérien radical. Il repart alors à Londres. Sa position lui est restituée à la Restauration de Charles II et il retourne au Devon en 1662, où il vit jusqu'à sa mort en 1674. Herrick fut célibataire durant sa vie entière et la plupart des femmes qu'il nomme dans ses poèmes sont sans doute fictives.
Sa réputation repose sur ses Hesperides (en), un recueil de poésie lyrique, et Noble Numbers, un recueil d'œuvres spirituelles, publiés conjointement en 1648. Il est connu pour son style paillard et ses nombreuses allusions à l'acte d'amour et au corps féminin.
Dans l'un de ses plus célèbres poèmes, « To the Virgins, to Make Much of Time », dont le thème est identique à celui du non moins célèbre poème de Ronsard, Mignonne, allons voir si la rose, Herrick rappelle aux jeunes femmes la fugacité de leur beauté. La première strophe est la suivante :
Gather ye rosebuds while ye may,
Old Time is still a-flying:
And this same flower that smiles to-day
To-morrow will be dying.

## Herrick et l'invention de la première émoticône
En 2014, Levi Stahl, éditeur aux Presses universitaires de Chicago, annonce avoir retrouvé dans "To Fortune", poème faisant partie des Hespérides, ce qui ressemble à un émoticône, symbole jusque là considéré comme inventé en 1982. Cette paternité est cependant rapidement remise en doute.

## Œuvres
- The complete poetry of Robert Herrick, edited in two volumes by Tom Cain and Ruth Connolly, Oxford (GB), Oxford university press, 2013

### Traductions en français
- À la fois divin & humain, poèmes, texte original en regard, traduction de Hesperides : the works both humane & divine par Gérard Gâcon, Villers-Cotterêts, Ressouvenances, 2016
- Hespérides, traduit de l'anglais et présenté par Gérard Gacon, éd. bilingue, Éditions de la Différence, coll. « Orphée », Paris, 1990.